# 하비에르 망키요
하비에르 망키요 가이탄(Javier Manquillo Gaitán, 1994년 5월 5일, ~)은 스페인의 축구 선수이다. 현재 셀타 비고에서 풀백으로 뛰고 있다.

## 클럽 경력

### 아틀레티코 마드리드
마드리드에서 태어난 망키요는 인근의 축구 클럽인 레알 마드리드에 쌍둥이 형제이자 공격수인 빅토르와 함께 입단하며 축구를 시작하였다. 그러나 2007년 중반 빅토르가 레알에서 방출되자 그를 따라 라이벌 구단인 아틀레티코 마드리드에 입단하였다. 2011년 11월, 그는 자말렉과의 친선경기에서 비공식 데뷔전을 가졌고, 2016년까지 계약을 연장하였다.
2011년 12월 8일, 그는 1-2로 패한 알바세테와의 2011-12 시즌 코파 델 레이 경기에서 매트릭스 제작자들 (Colchoneros) 로써의 공식 데뷔를 하였고, 2012년 12월 6일, 0-1로 패한 빅토리아 플젠과의 UEFA 유로파리그 경기에 첫 출전한데 이어, 3일 뒤 열린 데포르티보 라코루냐와의 홈 경기에서 후반 막판 필리피 루이스와 교체 투입되어 라 리가에 처음으로 출전하였다.
이후 아틀레티코 마드리드와의 2018년까지 재계약을 체결한 망키요는 2014년 리버풀로 2년 임대를 떠나게 된다. 그러나 프리미어리그 무대에서 큰 활약을 보이지 못하며 1년만에 아틀레티코로 복귀하였고 리그 1의 마르세유로 임대를 떠나 43경기를 뛰었다. 다음 시즌인 2016-17 시즌에는 선덜랜드로 임대되며 프리미어리그로 복귀하였고 22경기에 출전하여 1골을 기록했다.

### 뉴캐슬 유나이티드
2017년 7월 21일 뉴캐슬 유나이티드와 3년 계약을 맺었고, 8월 13일 토트넘 홋스퍼와의 리그 개막전에서 데뷔하였다.

## 수상 경력

### 클럽
아틀레티코 마드리드
- 라리가: 2013-14
- 코파 델 레이: 2012–13
- UEFA 유로파리그: 2011-12
- UEFA 슈퍼컵: 2012

### 국가대표팀
스페인 U-19
- UEFA U-19 축구 선수권 대회: 2012